# Zinkenbacher Malerkolonie

Plakat Das Malschiff von 2011 am Kulturhaus Sankt Gilgen

Als Zinkenbacher Malerkolonie wird eine lose Gruppierung von österreichischen Künstlern und Künstlerinnen unterschiedlicher sozialer Herkunft und Gesinnung bezeichnet, die in der Zwischenkriegszeit in Zinkenbach (heute Abersee) am Wolfgangsee Sommerurlaub machten.

## Geschichte
Der Wiener Ferdinand Kitt stand im Zentrum der Gruppe, die Zusammenkünfte begannen 1927. Das Spektrum der politischen Anschauungen reichte von der extremen Linken bis zur äußersten Rechten, „völkische“, monarchistische, nationalsozialistisch eingestellte und kommunistische Künstler, „Arier“ wie „Nichtarier“ verkehrten freundschaftlich im „Malschiff“ Zinkenbach. Im Blödelalbum, einer von den Kunstschaffenden gemeinschaftlich gestalteten Karikaturensammlung, kommt die entspannte Situation der Sommerfrische gut zum Ausdruck.
Das Jahr 1938 mit dem Anschluss Österreichs ans nationalsozialistische Deutschland bildete hier einen Einschnitt, da die jüdischen Mitglieder zur Auswanderung gezwungen wurden (Lisel Salzer z. B. emigrierte in die USA), während andere, beispielsweise Ernst August von Mandelsloh, Gudrun Baudisch-Wittke oder Kajetan Mühlmann in der Zeit des Nationalsozialismus Karriere machten.
Bis zu 27 Künstler und Künstlerinnen waren am Wolfgangsee versammelt, wer aber zur eigentlichen „Kolonie“ zählte, blieb unscharf. Folgende Kunstschaffende werden genannt: Gudrun Baudisch-Wittke, Leo Delitz, Josef Dobrowsky, Bettina Bauer-Ehrlich, Georg Ehrlich, Alfred Gerstenbrand, Ernst Huber, Ludwig Heinrich Jungnickel, Ferdinand Kitt, Oskar Laske, Ernst August von Mandelsloh, Georg Merkel, Louise Merkel-Romée, Sergius Pauser, Viktor Pipal, Lisel Salzer, Gertrud Schwarz-Helberger, Lisl Weil, Franz von Zülow. Zu diesem Freundeskreis zählten auch Ernst Toller und Kajetan Mühlmann. Vermutlich hatte auch John Quincy Adams, der im Sommer häufig in Sankt Gilgen auf Sommerfrische war, Kontakte zur Malerkolonie.
Der Zinkenbacher Malerkolonie ist heute ein Museum im 1. Stock des Kulturhauses Sankt Gilgen gewidmet. Der von Christina Steinmetzer 1996 gegründete Museumsverein Zinkenbacher Malerkolonie veranstaltet seit 2001 jährlich Ausstellungen zu den Künstlern und Künstlerinnen der ehemaligen Malerkolonie bzw. zu deren Sujets (z. B. Landschaftsmalerei). Als Veranstaltungsort konnte das Gebäude der ehemaligen k.u.k. Volksschule von 1894 adaptiert werden, in dem sich auch noch ein Musikinstrumentenmuseum, Unterrichtsräume für das Musikschulwerk sowie das Ortskundearchiv befinden.

## Weblink
- Die Zinkenbacher Malerkolonie Webauftritt des Museums mit Kurzbiografien